# Перково (Великопольське воєводство)
Перково (пол. Perkowo) — село в Польщі, у гміні Пшемент Вольштинського повіту Великопольського воєводства.
Населення — 543 особи (2011).
У 1975-1998 роках село належало до Лешненського воєводства.

## Демографія
Демографічна структура станом на 31 березня 2011 року:
|          | Загалом | Допрацездатний вік | Працездатний вік | Постпрацездатний вік |
| -------- | ------- | ------------------ | ---------------- | -------------------- |
| Чоловіки | 266     | 57                 | 186              | 23                   |
| Жінки    | 277     | 60                 | 165              | 52                   |
| Разом    | 543     | 117                | 351              | 75                   |